# M&M Food Market
M&M Food Market ( em francês:  Les aliments M&M  ), anteriormente conhecida como M&M Meat Shops, é uma rede canadense de venda em varejo de alimentos congelados . A empresa está sediada em Mississauga, Ontário, e tem locais em todas as dez províncias, Yukon e Territórios do Noroeste ; a empresa anteriormente tinha operações no centro-oeste dos Estados Unidos sob a marca MyMenu que operou entre 2008 e 2013.

## Origem
A M&M foi fundada por Michael "Mac" Voisin e Mark Nowak em Kitchener, Ontário, em 1980. O modelo de negócios original da Voisin e Nowak era fornecer carne de boa qualidade a preços mais baixos. Os parceiros descobriram que as carnes congeladas rapidamente mantinham seu frescor com carnes cultivadas no Canadá (seguras para o Health Canada) sem hormônios, conservantes e sem maus tratos a animais. Mas devido a tempo que podiam ser armazenadas, podiam ser vendidas a um preço comparável ao das carnes de supermercado.
Os estabelecimentos de M&M são geralmente pequenos pontos de venda em shopping centers, consistindo em vários freezers e um balcão atuando como ponto de venda. Os funcionários da loja são conhecidos como "Conselheiros de Refeições", que são treinados para ajudar os clientes sugerindo produtos e ideias de refeições.
Além da sede em Mississauga, a M&M possui escritórios regionais em Montreal, Quebec e Calgary, Alberta .

## Crescimento
A M&M abriu sua primeira nova franquia perto de Cambridge, Ontário, em 1982. O irmão e co-proprietário de Mac, Greg Voisin, tornou-se diretor de franquias em meados da década de 1980. Desde então, expandiu-se para mais de 425 lojas em todo o Canadá. A M&M entrou em Quebec em 1992 e, em 1997, entrou nas províncias ocidentais ao adquirir o negócio da Jeffrey's Food, com sede em Edmonton, Alberta, em 1993. A M&M abriu sua primeira loja em Yukon em 2004 (em Whitehorse) e nos Territórios do Noroeste em 2006 (Yellowknife). Alguns dos membros da família de Mac, incluindo Guy Voisin, também trabalham para a empresa.
Embora originalmente focada em carnes, expandiu suas ofertas para refeições preparadas, aperitivos, pizzas, massas, frutos do mar, sobremesas e porções individuais, incluindo itens sem carne para atrair vegetarianos .
No verão de 2019, a M&M Food Market anunciou uma parceria com a Instacart, permitindo que os clientes pedissem suas compras on-line e as entregassem diretamente à sua porta. Em 2022 , a Parkland Corporation adquiriu M&M's por US$ 322 milhões.

### Programa de fidelidade
Em 2001, a M&M lançou o programa de fidelidade MAX Rewards, que daria aos membros preços especiais na loja e entradas em concursos exclusivos. Não é um programa baseado em pontos, mas recompensa os clientes com preços especiais de venda na loja não disponíveis para outros clientes. Com o tempo, o programa cresceu para incluir vouchers de recompensa especiais disponíveis periodicamente para mais de 8 milhões de membros do MAX e ofertas especiais por e-mail enviadas por meio do boletim informativo eMAX.
No início de 2018, a M&M anunciou uma mudança de nome em seu programa de fidelidade, o renomeando como Recompensas Reais. Desde então, o M&M Food Market lançou um aplicativo móvel que permite que os membros do Real Reward vejam suas ofertas exclusivas de produtos.

### Aquisição privada
Em julho de 2014, a marca foi assumida pela firma de investimentos privados Searchlight Capital Partners, e parceiros. A Searchlight nomeou um diretor executivo, Andy O'Brien, e um diretor financeiro, Sam Florio.

### Alteração de nome e formato
Em março de 2016, a M&M Meat Shops anunciou que mudaria seu nome para M&M Food Market. Com a mudança de nome veio uma ampliação da seleção de M&M's além de carnes congeladas para incluir sushi, tacos de peixe, produtos congelados e outras seleções mais saudáveis. A empresa também indicou planos para expandir a M&M para 500 locais até 2019, juntamente com layouts de lojas renovados que removem o balcão de atendimento que separa os clientes dos freezers. Em fevereiro de 2019, a M&M começou a estocar suas refeições congeladas em locais selecionados de varejistas como Rexall, permitindo que eles alcançassem todas as províncias e territórios com varejistas em Nunavut.

## Dia de churrasco beneficente e patrocínio corporativo
O Charity BBQ Day é o maior evento de caridade do M&M Food Market que é realizado anualmente no sábado anterior ao Dia das Mães . O Charity BBQ Day apoia o CCFC, a Crohn's and Colitis Foundation of Canada, arrecadando fundos para pesquisa através da venda de hambúrgueres e cachorros-quentes por uma doação mínima
O dia do churrasco beneficente começou em 1989, quando o fundador da M&M, Mac Voisin, queria retribuir à comunidade. Ele decidiu apoiar o CCFC, ao ajudar a arrecadar fundos e apoiar pesquisas sobre doenças inflamatórias intestinais (DII). A DII "não tem causa ou cura conhecida" e "o Canadá tem uma das maiores prevalências relatadas de DII no mundo" Em 25 anos, a M&M Food Market levantou mais de US$ 24,3 milhões para pesquisas médicas dedicadas a encontrar uma cura DII.
A M&M Food Market realiza outros eventos de angariação de fundos ao longo do ano para apoiar o CCFC, como torneios regionais de golfe, a venda de Charity BBQ Day Penguins, Blossoms e Coupon Books, e "patrocinando a Gutsy Walk e fornecendo apoio na forma de churrascos em muitos locais de eventos em todo o país."
O M&M Food Market também foi um patrocinador de longa data do Canadian Junior Curling Championships e foi um "sub-patrocinador completo da CCA 's Season of Champions". Durante a Temporada dos Campeões, a M&M realizou um concurso onde o grande prêmio foi uma viagem para ver o Mundial Júnior do ano seguinte. Os espectadores veriam uma palavra secreta exibida na televisão que eles poderiam inserir no site da M&M.

## Prêmios e reconhecimento
A M&M Food Market ganhou vários prêmios ao longo dos anos, como o Gold Frankie Award da Canadian Franchise Association por excelência em publicidade: Internet/Website Design em 2008. Em 2013, a M&M Food Market foi requalificada com sucesso pelo 7º ano consecutivo (Platinum) como uma das 50 Melhores Empresas Gerenciadas do Canadá, patrocinada pela Deloitte, CIBC Commercial Banking, National Post e Queen's School of Business. A M&M Food Market também deteve duas vezes o recorde mundial de salsicha mais longa: primeiro em 1983 e novamente em maio de 1995 com 46.3 km (28.8 mi) linguiça produzida em conjunto com a Schneider Foods .

## MyMenu
Em 2008, a M&M se aventurou fora do Canadá pela primeira vez, abrindo lojas no meio- oeste dos Estados Unidos sob a bandeira MyMenu (o nome "M&M", marca registrada da Mars Corporation, não podia ser usado legalmente nos EUA). Além do novo nome (escolhido para refletir uma operação desde o início que "[ajuda] as pessoas a montar menus"), as lojas MyMenu eram semelhantes em design e layout aos locais de M&M no Canadá, com freezers, balcão e o esquema de cores M&M azul e laranja. A empresa começou com 8 lojas MyMenu originais — 5 no mercado de Madison, Wisconsin e 3 em Fort Wayne, Indiana ; esses foram considerados locais de "mercado de teste", com a empresa esperando convertê-los em propriedade de franquia antes de adicionar franquias em outros mercados do Centro-Oeste. Um clima econômico difícil que afetou as vendas e os esforços de financiamento de franquias levou o MyMenu a fechar 2 de suas lojas em Madison no início de 2010 e todas as suas lojas restantes em Madison e Fort Wayne no início de 2011. Apesar desse revés, o MyMenu continuou suas operações e mudou seu foco para oportunidades de co-branding com varejistas estabelecidos em locais existentes; o primeiro esforço de co-branding foi o lançamento, em outubro de 2010, dos departamentos autônomos do MyMenu em três locais do varejista de mercadorias em geral The Andersons em Toledo, Maumee e Columbus, Ohio . Em março de 2013, todos os esforços dos Estados Unidos, incluindo co-branding, foram descontinuados, com o site MyMenu.com indicando que a empresa não estava mais operando nos EUA